# Samuel Barber

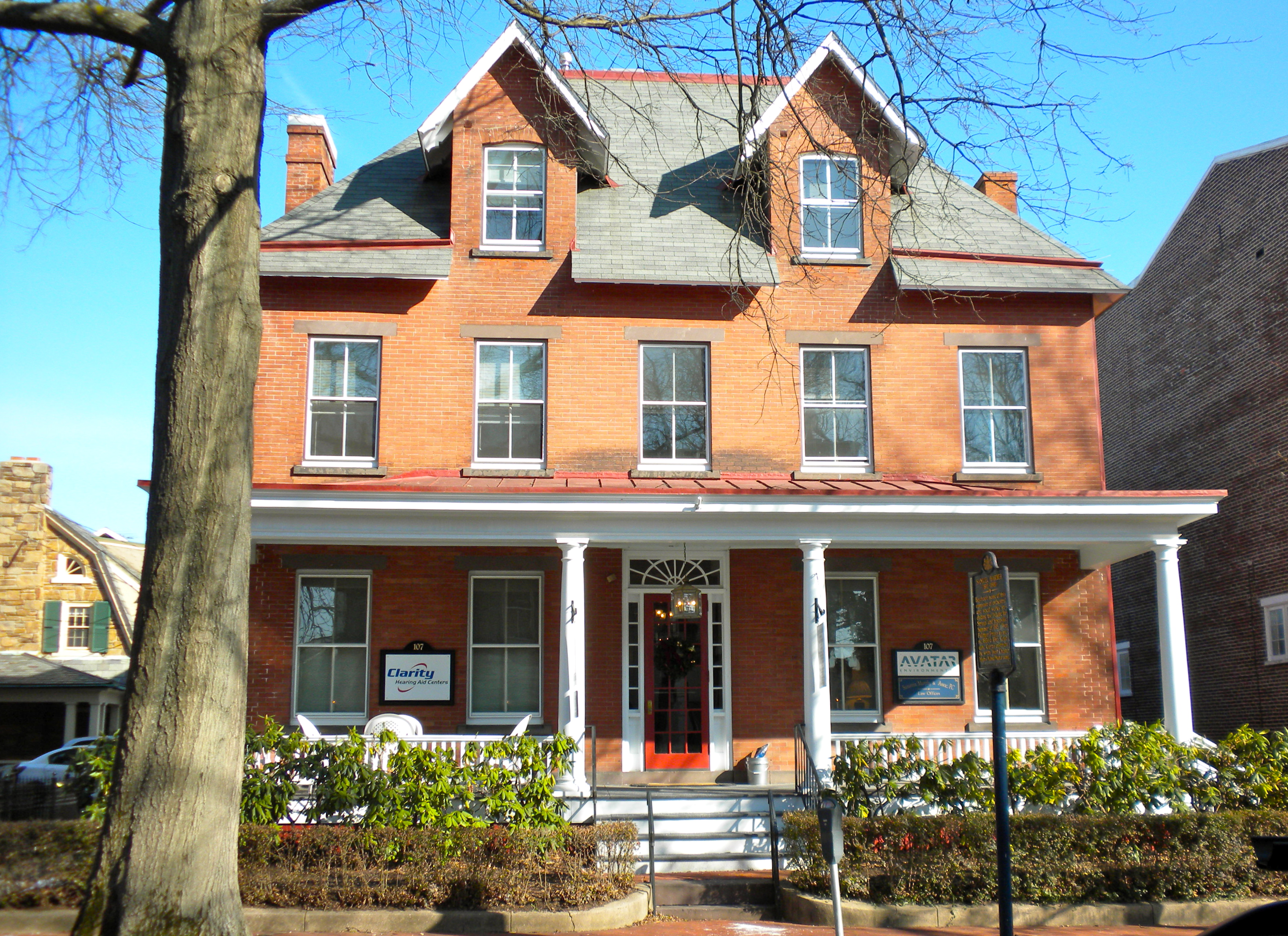
Samuel Barber gyermekkorának helyszíne

Samuel Barber (West Chester, Pennsylvania, 1910. március 9. – New York, 1981. január 23.) háromszoros Grammy-díjas amerikai zeneszerző. Pulitzer-díjjal jutalmazott Vanessa c. operája (1958) a műfaj egyik legjelentősebb amerikai alkotása.[forrás?] Legnépszerűbb, Adagio vonósokra (1938) című művét több elnök temetésén játszották.

## Élete
Édesapja orvos volt, édesanyja zongoraművész, nagynénje Louise Homer opera-énekesnő. Kilencéves korában kezdett komponálni. Az újonnan felállított philadelphiai Curtis Institute egyik első növendéke volt, ének, zongora és zeneszerzés szakon. Itt ismerte meg librettistáját, Gian Carlo Menottit, akivel később évtizedeken át élettársak voltak. 1932-ben Bécsben, 1935-ben Rómában képezte tovább magát.

## Főbb művei

### Operák
- Vanessa (1958, átd. 1964)
- Hand of Bridge (1959)
- Anthony and Cleopatra (1966)

### Egyéb művek
- Dover Beach (énekhangra és vonósnégyesre, 1931)
- Vonósnégyes
- Adagio vonószenekarra (a vonósnégyes második tételéből, 1938)
- Hegedűverseny (1939)
- Excursions (zongorára, 1944)
- Knoxvilleː Summer of 1915 (szoprán hangra és zenekarra, 1947)
- Medea (balett, 1953)